# فریدبورگ (زاکسونی)-آنهالت
فریدبورگ (زاکسونی)-آنهالت (به آلمانی: Friedeburg) یک منطقهٔ مسکونی در آلمان است که در گرب‌اشتت واقع شده‌است. فریدبورگ ۴۶۲ نفر جمعیت دارد و ۷۰ متر بالاتر از سطح دریا واقع شده‌است.